# ヨーロッパザリガニ
ヨーロッパザリガニ （学名：Astacus astacus）は、エビ目（十脚目）・ザリガニ下目・ザリガニ科に分類されるザリガニの一種。

## 分布
ヨーロッパの広い地域に分布する。
具体的には、アンドラ、オーストリア、ベラルーシ、ベルギー、ボスニア・ヘルツェゴビナ、ブルガリア、クロアチア、チェコ、デンマーク、エストニア、フィンランド、フランス、ドイツ、ギリシャ、ハンガリー、ラトビア、リトアニア、マケドニア共和国、モルドバ、オランダ、ポーランド、ルーマニア、スロバキア、スロベニア、スイスである。
また、キプロス、リヒテンシュタイン、ルクセンブルク、モロッコ、ウクライナ、イギリスにも外来種として移入分布する。

## 特徴
形態は一般的なザリガニと変わらず、1対の大きなハサミをもつ。体色は青緑色から黒褐色まで幅広い。
河川や湖沼に生息する。繁殖期は10～11月頃で、雌は翌年の5月頃まで卵を保持して守る。

## 保全状況
生息地の悪化、乱獲、病気などにより個体数が減少している。ヨーロッパでは食材として利用されており、フランス料理ではエクルヴィスと呼ばれるが、本種の減少にともない、代用品としてウチダザリガニが利用されている。
日本では在来種のニホンザリガニの生息を脅かす恐れがあるとしてアスタクス属全種を外来生物法により特定外来生物に指定している。日本国内の野生では定着しておらず、流通も厳しく制限されている。